# Brickell
Brickell es el distrito financiero de la ciudad de Miami (Florida) en los Estados Unidos, y está ubicado en una zona central de ella. El eje principal de Brickell es la Avenida Brickell.

## Ubicación y geografía
El área de Brickell se halla al sur de la desembocadura del río Miami, que la separa del centro - "Downtown" - propiamente dicho. Sus límites son el río Miami al norte, la Bahía Biscayne al este, la calle 32 Road del SE al sur y la autopista interestatal I-95 al oeste. 
A la zona pertenece la pequeña isla Brickell Key unida por un puente a la ciudad y conocida por sus condominios de lujo.

## Centro empresarial y residencial
Unas 100 empresas bancarias tienen oficinas en la zona norte de Brickell, eminentemente empresarial, mientras la zona sur tiene unas 8.000 viviendas, en su mayoría de alto poder adquisitivo.
La superficie de oficinas en la zona de Brickell es de 465.000 metros cuadradados, y otros 50.000 están siendo construidos o en proceso de aprobación. Brickell Avenue tiene el edificio más alto de Florida: el The Four Seasons Hotel, con 242 metros de altura. 
La zona cuenta con 2400 habitaciones de hotel. 
Los edificios más altos de la zona son una mezcla de oficinas y residenciales: Four Seasons (242 metros), Jade Residences (161), Santa María (159), Espirito Santo Plaza (148), Brickell on the River - North Tower (147), Three Tequesta Point (146), 701 Brickell (137), Barclays Financial Center (131), Brickell View (129), The Mark on Brickell (128) y Brickell Bay Plaza (125) todos miden más de 125 metros y el Asia (Miami).
A finales de 2018 o principios de 2019 comenzaría la construcción de un edificio en el sitio Villa Magna, que llevaría el número 1201 de Brickell Bay Dr. Sería el edificio más alto de Miami con una altura de 1,049 pies sobre el nivel del mar. Tendría una zona comercial y combinaría residencias y hotel. Hoy el edificio más alto de Miami es el Panorama Tower, muy cerca del mismo lugar.
Unos cientos de metros al este de Brickell se ubica Brickell Key, una isla de lujosos edificios residenciales y hoteleros de gran altura. A partir de 2009, más de 190.000 oficinistas trabajan en el centro de la ciudad. Hoy en día, este Centro de Negocios (DownTown) es uno de los barrios de más rápido crecimiento de Miami, pasando de 40.000 residentes en 2000 a 71.000 en 2010. Brickell es el distrito financiero del sur de la Florida y el centro de los sectores bancario y de inversión de Miami. Aquí se encuentra una parte significativa de los consulados de estados extranjeros. En 2010, Brickell tenía una población de 31,759 en un área de 1,000 millas cuadradas con una densidad de 37,622 por milla cuadrada, lo que la convierte en una de las áreas más densamente pobladas de los Estados Unidos y la zona más poblada al sur de la ciudad de Nueva York. 

## Historia
La margen sur del río Miami fue habitada por miembros de la tribu tequestas durante cientos de años. En 1998 se descubrió un círculo de unos 30 metros de diámetro en la zona adyacente a Brickell Avenue, en la ribera derecha del río Miami. 
En diciembre de 1870, William Brickell y su mujer Mary Brickell se establecieron al margen sur del río, abriendo una tienda. Con sus cinco hijos construyeron una casa (posteriormente conocida como Brickell Mansion) y fueron instrumentales en atraer el ferrocarril a la zona de Miami en 1896.
En 1911, tras el fallecimiento de William, Mary Brickell pagó por la construcción de Brickell Avenue, que cruzaba el río y por la orilla de la bahía de Biscayne llegaba hasta Coconut Grove. Brickell también diseñó Brickell Hammock y su avenida como un área de residencias lujosas. 
En los años 1930, el dictador dominicano Rafael Leónidas Trujillo compró un edificio que actualmente es la sede del Consulado de República Dominicana en Miami.
Debido a la cercanía del centro de Miami, la zona norte de Brickell Avenue se fue convirtiendo poco a poco en un centro financiero. Mientras, en la zona sur comenzaron a construirse grandes edificios de apartamentos. Quizá el más reconocido de estos es el Atlantis, construido por la firma Arquitectonica en 1982, famoso por dedicar cinco plantas (de 20 en total) del centro a una zona común con palmera y piscina incluida. El cuadrado de espacio en medio del edificio apareció prominentemente en la serie televisiva Miami Vice.
En 1995 se inauguró el nuevo puente sobre el río Miami con una luz mayor para evitar las interrupciones del tráfico. Brickell Bridge tiene una luz de 8 metros y es levadizo.
A finales de los 1990 comenzaron a construirse numerosos edificios comerciales y residenciales que cambiaron para siempre la fisonomía del barrio. En 2006 sólo quedaba en pie una de las mansiones construidas en los años de 1910.
El 1 de octubre de 2003, el hotel Four Seasons se convirtió en el edificio más alto del estado de Florida con 242 metros de altura.
El 24 de octubre de 2005, el Huracán Wilma causó daños en varias ventanas de los rascacielos de Brickell e inundó varias partes. La zona estuvo cerrada al tránsito durante una semana.

## Galería

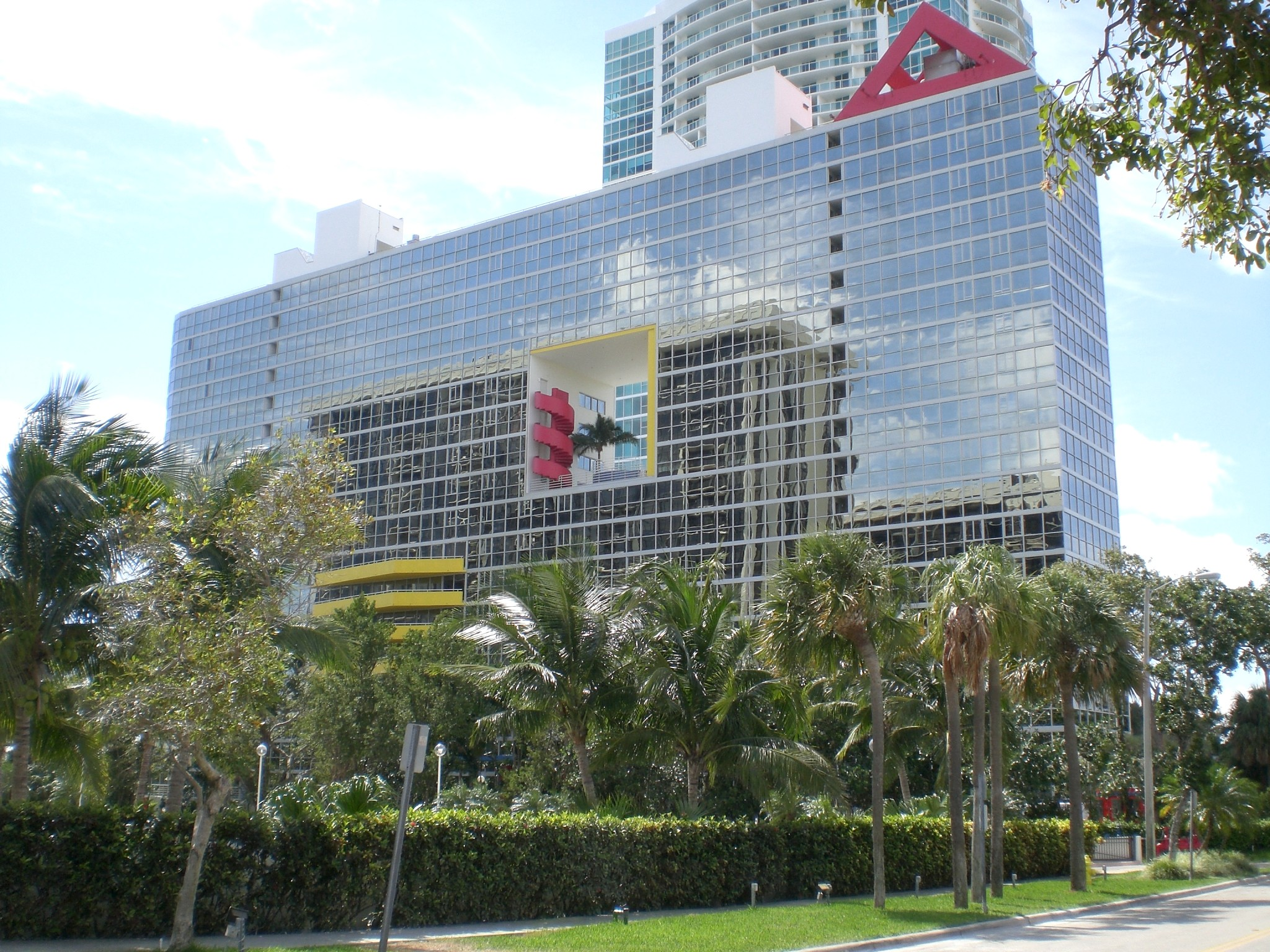
Atlantis Building
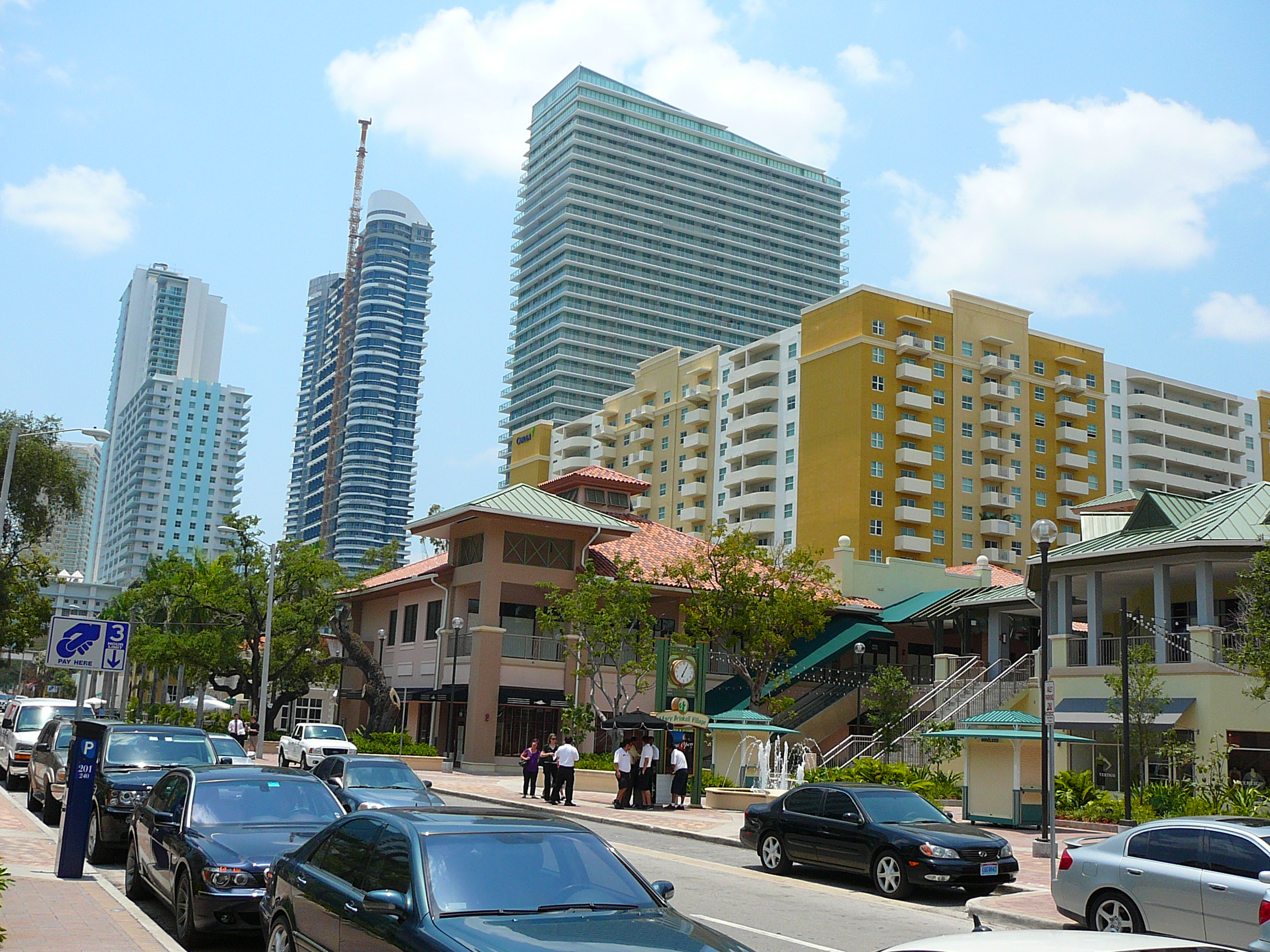
Mary Brickell Village
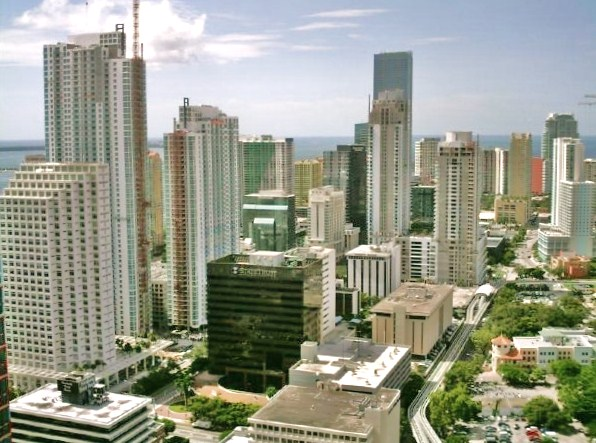
El skyline de Brickell